# PKP Szybka Kolej Miejska w Trójmieście

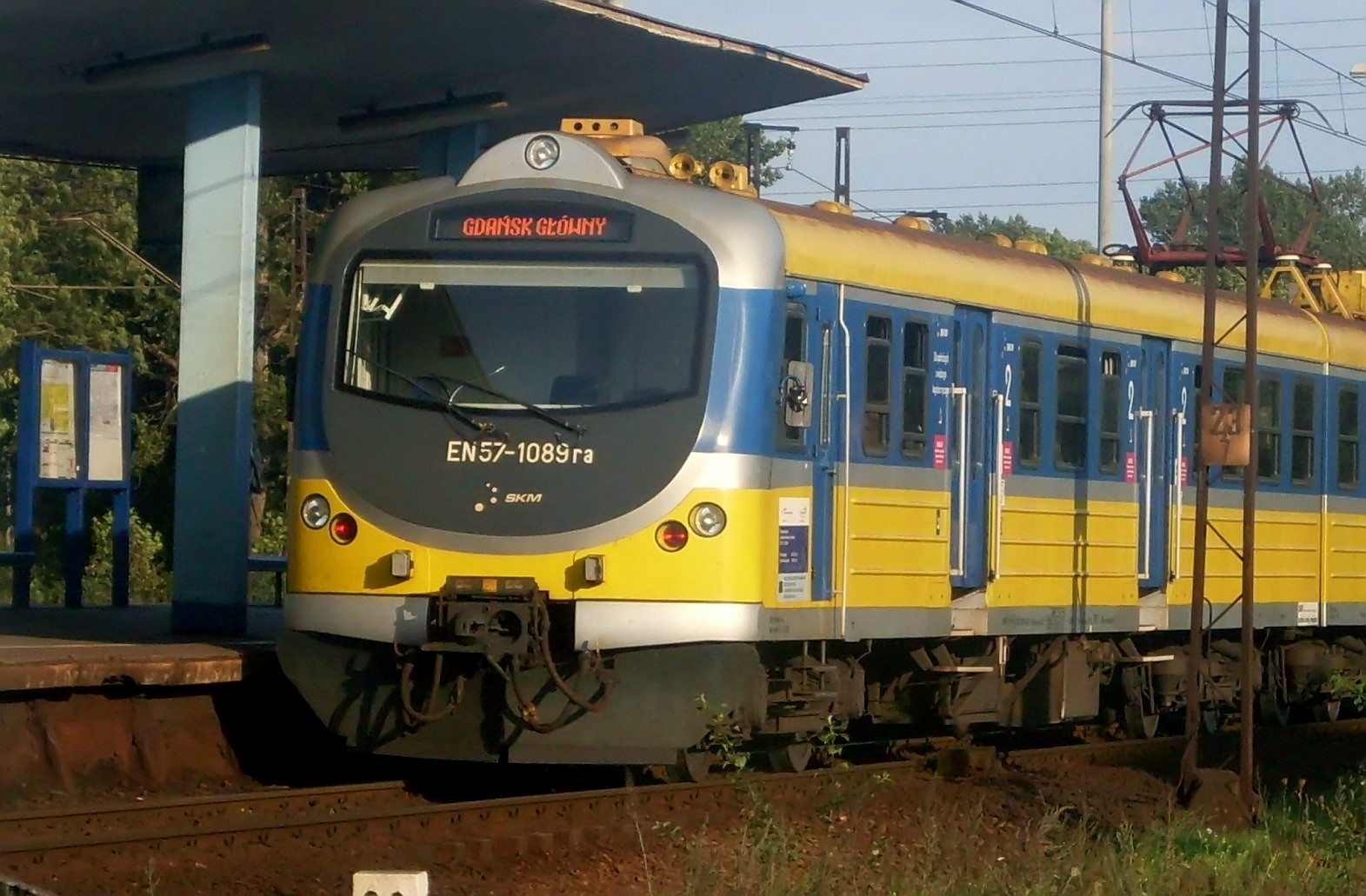
Modernizovaná jednotka EN57 SKMT

PKP Szybka Kolej Miejska w Trójmieście Spółka z ograniczona odpowiedzialnością (VKM: SKMT) je polský osobní železniční dopravce a provozovatel aglomerační dopravy podobné typu S-Bahn v rámci metropolitní oblasti Trojměstí. Sídlem společnosti je Gdynia. Společnost je součástí skupiny Polskie Koleje Państwowe.

## Činnost společnosti
Společnost je provozovatelem elektrifikované železniční trati č. 250 Gdańsk Główny – Rumia. Firma dále provozuje osobní dopravu na výše uvedené trati, ale také na tratích PKP PLK v Pomořském vojvodství. Od 1. září 2015 je společnost dopravcem osobních vlaků v motorové trakci na tzv. Pomorske Koleji Metropolitalne.

## Park vozidel
Do 21. století společnost vstoupila s parkem elektrických jednotek, který byl tvořen soupravami zakoupenými v roce 1976 a dříve. Jednalo se o jednotky řad EN57 a EN71, které jsou postupně modernizovány. Zcela nové elektrické jednotky byly zakoupeny až v roce 2016 a jedná se o dvě soupravy Impuls 31WE výrobce Newag.